# Мансур Ахмад
Мансур Ахмад (7 січня 1968 — 12 травня 2018) — пакистанський хокеїст на траві.
Бронзовий призер Олімпійських Ігор 1992 року, учасник 1988, 1996 років.
Переможець Азійських ігор 1990 року, срібний призер 1986 року.
Чемпіон світу 1994 року, срібний призер 1990 року.
Переможець Трофею чемпіонів 1994 року, срібний призер 1988, 1996 років, бронзовий призер 1992 року.
Чемпіон Азії 1989 року.